# Клаус Вангер
Клаус Вангер (нім. Klaus Wanger 24 лютого 1941) — ліхтенштейнський політик; у 2001–2008 роках був спікером парламенту Ліхтенштейну.
До Ландтагу потрапив у 1993 році, до цього часу займався бізнесом. Вперше був призначений на посаду спікера у 2001 році. Був головою делегації Парламентської комісії з Боденського озера, та очолював делегацію Ліхтенштейну у Міжпарламентському союзі. У 2003—2005 роках був головою Комісії ЄЕП.
Є представником виборчого округу Шан та членом Прогресивної громадянської партії Ліхтенштейну. 2009 його замінив на посаді спікера Артур Брунхарт.